# 报德古堂
报德古堂，位于中国广东省汕头市潮阳区和平镇新和居委，现为潮阳区文物保护单位，类型为古建筑，公布时间为1992年4月7日。
报德古堂的历史年代为宋代。